# Albatros L.74
L'Albatros L.74 est un avion biplace d'entraînement militaire allemand de l'entre-deux-guerres.
Dessiné par Walter Blume, ce biplan à ailes égales décalées se caractérisait par la position du fuselage, suspendu dans l'entreplan. Biplace en tandem destiné à la formation des observateurs et des mitrailleurs, il fut construit à 2 exemplaires. Les prototypes furent testés au centre expérimental de la Luftwaffe clandestine de Lipetsk, où l'armement fut installé, mais aussi par l'école des pilotes de ligne (DVS) de Schleissheim. Civils et militaires préférèrent l'Albatros L.75 Ass.